# 赤木站
赤木站（日语：／ Akagi eki */?）是位於日本長野縣伊那市西春近赤木，屬於東海旅客鐵道（JR東海）飯田線的鐵路車站。
此站至澤渡站之間的陸段坡度達40‰。1997年10月，信越本線橫川站至輕井澤站間坡度66‰的路段廢線停駛後，成為JR集團營運中最陡峭的路段。

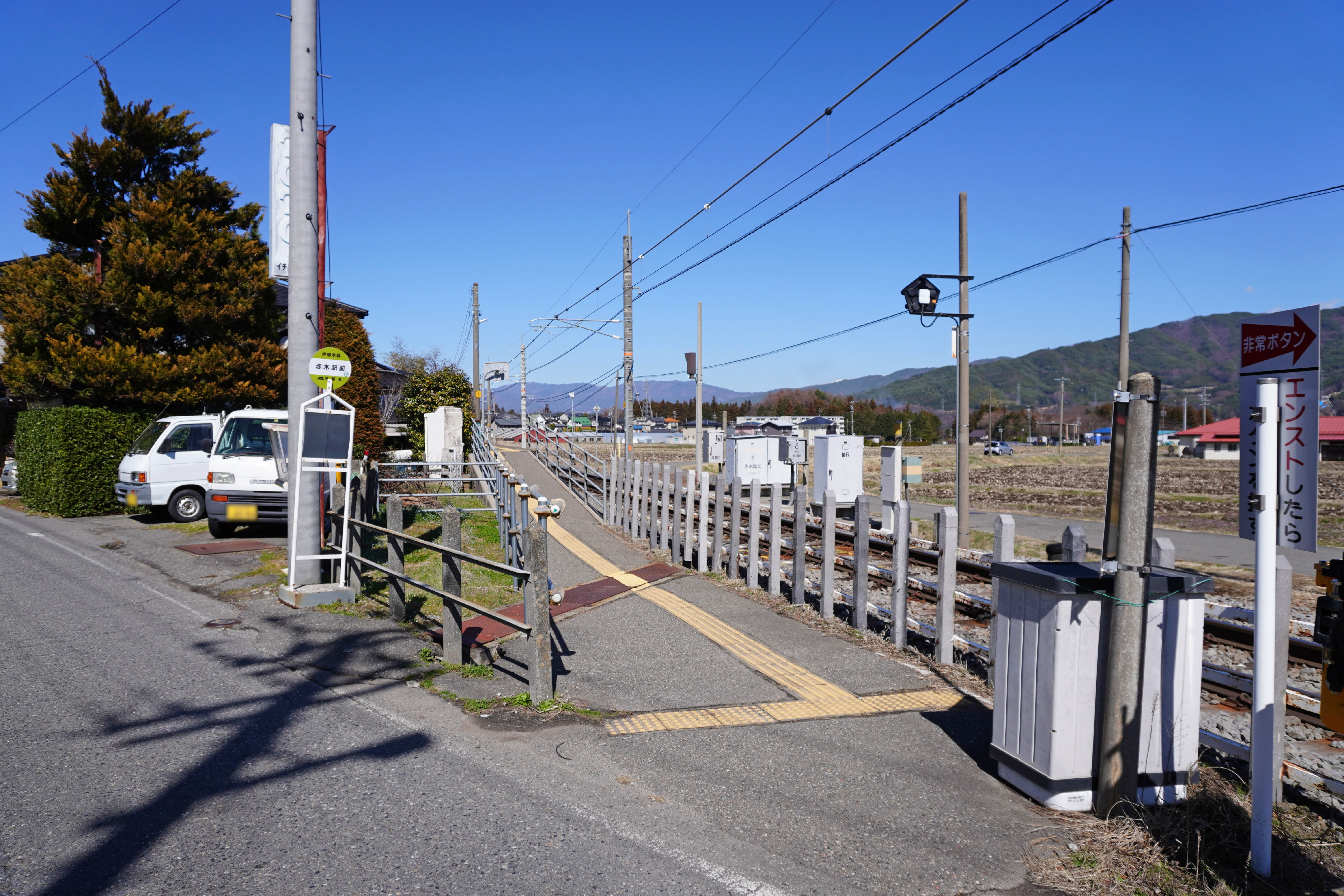
車站入口（2023年4月）

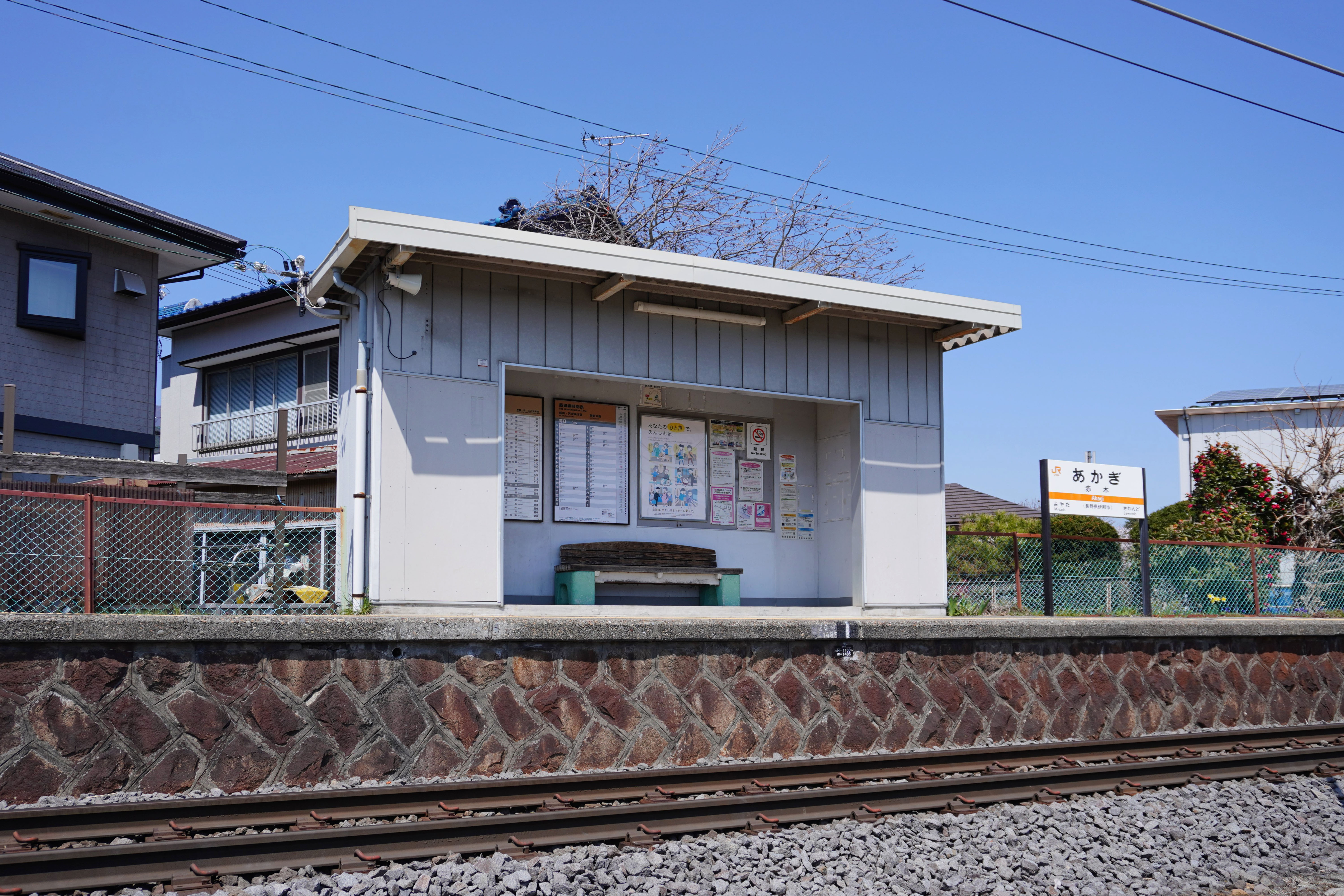
候車室（2023年4月）

## 車站構造
此站為單式月台1面1線的地上車站，且無法進行列車交會。此站是由伊那市站管理的無人站，且只在月台上設置候車室。

## 車站周邊
車站周邊是稻田區。
- 長野縣道221號宮田澤渡線
- 國道153號
- 在2000年（平成12年）9月之前，伊那巴士曾在這車旁設站。

## 利用狀況
以下為每年平均每日上落車人次：
- 48人（2005年）
- 55人（2006年）
- 53人（2007年）
- 45人（2008年）
- 45人（2009年）

## 历史
- 1913年（大正2年）12月27日 - 伊那電車軌道（1919年改名為伊那電氣鐵道）宮田站至伊那町（現在的伊那市）延伸段啟用，新設澤渡站。
- 1923年（大正12年）12月6日 - 車站向北遷移約0.8公里。
- 1934年（昭和9年）12月尾 - 車站再向南遷移約0.8km，為現在的位置。
- 1943年（昭和18年）8月1日 - 伊那電氣鐵道線國有化，成為國鐵飯田線車站。同時，東海道本線濱松站至名古屋站、飯田線各站、中央本線上諏訪站至鹽尻站與松本站出發的乘客可使用本站。
- 1954年（昭和29年）12月1日 - 東京都區內站與長野站出發的乘客也可使用本站。
- 1967年（昭和42年）10月1日 - 制限出發站的制限取消。同日，車站變為無人站。
- 1987年（昭和62年）4月1日 - 因國鐵分割民營化，本站成為東海旅客鐵道的車站。
- 1996年（平成8年）3月 - 沒有貨物列車出發和到達。
- 1998年（平成10年） - 現在的候車室改建。

## 相鄰車站
東海旅客鐵道
 飯田線
■快速（只限下行的「水篶」停靠）、■普通
宮田－赤木－澤渡